# Ločljivost slike
Ločljivost slike je podatek o tem, kako podrobna je slika. Večja ločljivost pomeni večje število detajlov, ki jih je moč razbrati s slike. 
Ločljivost merimo na različne načine, najsplošnejša definicija pa se nanaša na to, kako blizu skupaj sta lahko dve črti, da ju še lahko ločimo. Pogosto jo povezujemo z dimenzijami slike (število parov črt v sliki od vrha do dna) ali s standardnimi merskimi enotami (pari črt na mm oziroma line pairs per mm = lp/mm). Par črt sestavljata temna in svetla črta. Za ocenjevanje ločljivosti se uporabljajo podobni testi kot za ocenjevanje človeškega vida.
Primer:
Slika širine 2048 pikslov in višine 1536 pikslov ima skupno 2048 x 1536= 3.145.728 pikslov oziroma 3.1 megapiksel.
Digitalna slika nima točno določene velikosti ali ločljivosti, le število pikslov v vsaki smeri. Ločljivost se spremeni, če spremenimo velikost slike, saj piksle skrčimo ali raztegnimo.